# كارلوس باتينو
كارلوس باتينو (بالإسبانية: Carlos Patino)‏ هو لاعب كرة قدم كولومبي في مركز الوسط، ولد في 18 أغسطس 1995 في Tuluá ‏ في كولومبيا. لعب مع تاكوما ديفنس.

## وصلات خارجية
- كارلوس باتينو على موقع قاعدة بيانات كرة القدم.إي يو (الإنجليزية)
- كارلوس باتينو على موقع Soccerway.com (الإنجليزية)